# Заставна
Заста́вна (укр. Заставна) — город в Черновицком районе Черновицкой области Украины. Административный центр Заставновской городской общины

## Краткая характеристика города
Город Заставна представляет собой компактный жилищно-промышленный комплекс. Расположен на юго-западе Украины в 75 км от румынской границы.
Город достаточно обеспечен местами массового отдыха населения: два парка отдыха, скверы, 8 прудов, с севера на юг протекает р. Совица. На территории города расположен дендропарк.
В Заставне действует музыкальная, спортивная, художественная школа, гимназия, средняя школа, а также профессионально-техническое училище, которое готовит бухгалтеров, поваров, столяров, трактористов, автослесарей и др. Жизнь города кипит вокруг центральной площади. Здесь сосредоточены основные объекты жизнедеятельности: рынок, кафе, бары, рестораны, гостиница, универмаг и т. д. А также много фонтанов, которые функционируют в большие праздники. Здесь активно строятся новые кафе, бары, рестораны, магазины и просто жилые дома.
Каждым летом (30 июля — 1 августа) в городке проводится международный слет байкеров со всей Украины и даже из-за границы. Тогда же сюда приезжает и известная британская рок-группа «Death Valley Screamers» во главе с Шоном Карром.
Жилищный фонд города составляет 234,65 тыс. м² общей площади, в том числе государственный и ведомственный сектор — 51,92 тыс. м², в частной собственности — 182,73 тыс. м². Средняя жилищная обеспеченность 22,78 м² на одного жителя.

## Население

### Языковой состав
Родной язык населения по данным переписи 2001 года:
| Язык       | Численность, чел. | Доля     |
| ---------- | ----------------- | -------- |
| Украинский | 8 658             | 98,81 %  |
| Другое     | 104               | 1,19 %   |
| Итого      | 8 762             | 100,00 % |

### Евреи Заставны
Первые евреи, выходцы из Галиции, поселились в Заставне в начале XVIII в. В 1810 г. все евреи, занимавшиеся торговлей, были выселены из города. Только двум семьям, занимавшимся сельским хозяйством, было разрешено остаться.
После либерализации «еврейской политики» австрийских властей во 2-й пол. XIX в. евреи вновь начали селиться в Заставне. В 1870 было основано кладбище, на котором хоронили евреев всех окрестных местечек. Действовали 3 синагоги, миква, талмуд-тора. Имелись раввин и шохет.
В 1891 году в общину Заставны, совет которой состоял из 13 человек, вошли евреи из 29 маленьких поселений района Нистру.
Экономика евреев Заставны базировалась на выращивании зерновых. Евреям принадлежали 2 мельницы и 6 крестьянских поместий. Евреи занимались также торговлей зерном и мелкой торговлей. Несмотря на относительно низкий процент еврейского населения в местечке, его экономическое влияние было довольно высоким: некоторое время мэром Заставны был еврей, евреи неоднократно избирались на пост зам. мэра, одновременно они занимали многие государственные должности: судьи, почтовые работники, чиновники мэрии, налоговой службы и жандармерии.
В 1904 году в Заставне начала действовать сионистская организация «Теодор Герцль», просуществовавшая до 1940 г. Первым председателем сионистской организации Буковины был житель Заставны Зигмунд Вейсглас.
В 1909 г. муниципалитет открыл еврейскую школу, в которой учились и неевреи.
Во время Первой мировой войны почти все евреи Заставны бежали в Австрию и вернулись после её окончания. После войны на государственной службе остался только один еврей.
После 1918 г. в Заставне была открыта школа с преподаванием на иврите.
В 1922 г. было создано отделение ВИЦО — Международной женской сионистской организации. В 1920—1930 гг. в Заставне активно действовали отделения различных еврейских партий.

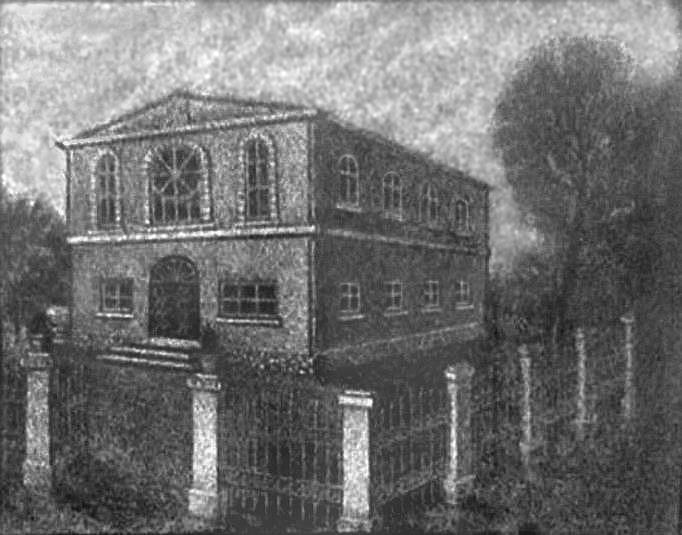
Большая синагога

В июне 1941 года в Заставну вошли германские и румынские войска. Евреи местечка и окрестных сел были заключены в гетто.
В октябре 1941 года все евреи были отправлены в Транснистрию и там распределены по лагерям и гетто различных городов (Ободовка, Бершадь, Тульчин, Ямполь). Большинство из них погибло, в живых осталось около 10 % евреев Заставны.
После 1945 года в Заставну вернулось около 40 евреев; однако через некоторое время практически все выехали в Румынию, а оттуда — в Израиль. Три синагоги были отданы под амбары для зерна, а в здании Большой синагоги открылся кинотеатр.
В 1960-х гг. в Заставне проживало несколько евреев, переехавших из восточных районов Украины. Сегодня (2016) евреев здесь нет. Еврейское кладбище снесли, его территорию отдали под ресторан. За зданием ресторана выделили небольшой участок, где закопали сохранившиеся мацевы, сверху установили памятник.
- В 1774 г. в Заставне проживало 17 евреев,
- в 1776 г. — 33,
- в 1808 г. — 100 еврейских семей,
- в 1910 г. — 418 евреев,
- в 1930 г. — 629 евреев (12,3 %).

## История
Старейшее письменное упоминание о Заставне датируется 1589 годом. Первые поселенцы пришли в Заставну с севера ещё в XII веке. Происхождение названия города до конца не выяснено, хотя, вероятно, что название города происходит от таможенной «заставы», которая располагалась здесь на переправе через реку Совица. Существует также мнение, что место получило название благодаря своему расположению: Заставну окружают три пруда (став — укр.).
В Галицко-Волынской летописи упоминается дорога от Василева, тогдашнего крупного торгового центра на Днестре, в Черновцы. В наиболее удачном для переправы через реку Совицу месте стояла «застава» — нечто вроде контрольно-пропускного пункта, где брали пошлину с купцов. Эта река, которая в те времена была полноводной, превратилась в наши дни в небольшой ручеек. Хотя есть и другие версии относительно названия.
С XVII в. заставновские земли переходили из рук в руки разным господам. Жителями-крепостными владельцы торговали как обычным товаром. Феодальные поместья дробились и продавались. В XIX — нач. XX в. Заставна — в провинции Буковина в составе Австро-Венгрии, в это время в городе находилась резиденция уездного суда.
В 1918—1940 гг. — в составе Румынии, с 1940 г. — УССР.
Герб Заставны румынского периода был утверждён в 1934 году. На щите изображены два серебряных рыболовных крючка в красном поле, внизу в серебряных волнах — красная рыба. Щит увенчан серебряной городской короной с тремя башенками. Позже, 18 июля 2001 года решением XXI сессии городского совета XXIII созыва герб города был изменён на новый, который действует и на сегодняшний день.

### Хроника важнейших событий
- 1589 г. — Первое упоминание о городе, которое в исторических источниках упоминается в тогдашней грамоте.
- 1637 г. — Половина Заставны была продана господину Юрашковичу за 500 серебряных талеров, вторая половина — Матияш.
- 1730 г. — Битва под Заставной. Русские войска под командованием Миниха, во время похода на Хотин, разбили турецкие и *татарские войска.
- 1782 г. — Заставна стала собственностью господина Туркула. В селе тогда насчитывалось 106 дворов, 1035 жителей.
- 1836 г. — Из 331 двора 31 не имел земли, а из 300, владевших землёй, 130 не имели рабочего скота. В селе было 27 зажиточных хозяев.
- 1837 г. — Согласно заключённому соглашению с помещиком, крестьянин обязан был давать ему определённое количество кур, яиц и т. п. С апреля по ноябрь крестьянин отрабатывал со своим тяговым инвентарем 70 дней барщины, причём 24 из них ненормированные — от зари до зари.
- 1844 г. — Открыта Украинская начальная школа для мальчиков.
- 1848 г. — Ликвидация крепостничества. Безземельных — 248 дворов, что составляло около половины всех крестьянских дворов.
- 1850 г. — Открыта маслобойка с конным приводом, несколько позже — водяная мельница.
- 1866 г. — В Заставне 2622 жителя, 41 ребёнок посещает школу.
- 1901—1964 гг. — В Заставне творил самобытный резчик Дмитрий Юрчук.
- 1902 г. — Открыта школа для девочек из богатых семей.
- 1905 г. — Село Заставна становится центром уезда.
- 1910 г. — В Заставне насчитывается 84 ремесленника, 137 торговцев.
- 1911 г. — Создан филиал общества «Русская беседа» и музыкально-хоровое общество «Заставновский Боян».
- 1913 г. — Массовая эмиграция в Канаду. Эмигрировало 304 чел.
- 1918 г.(октябрь) — Создан революционный совет. Созыв народного вече за воссоединение с Украиной.
- 1918 г.(ноябрь) — Оккупация Заставны войсками боярской Румынии.
- 1921 г. — В Заставне действовало осадное положение румынскими войсками и жандармами. Население лишено элементарных прав. С вечера до утра запрещалось выходить на улицы.
- 1923 г. — Крестьяне подали в Бухарест жалобу на неправильные действия аграрной комиссии по распределению земель помещика Вейсгласа. Жалобу отклонили.
- 1926 г. — В Заставне было 7 крупных землевладельцев, которым принадлежало 1300 га земли.
- 1937 г. — В Канаду эмигрировало 160 чел.
- 1940 г. — Заставну заняли советские войска. Заставна получила статус города районного подчинения. Образован Заставновский район.
- 1941 г. — Образован колхоз и открыта городская библиотека.
- 6 июля — Оккупация города немецко-румынскими войсками.

В период оккупации всё еврейское население было уничтожено.
- 26 марта 1944 года — освобождение города войсками 1-го Украинского фронта в ходе Проскуровско-Черновицкой операции:
- 1-я танковая армия — 40-я гвардейская танковая бригада (полковник Кошелев Иван Андреевич) 11-го гвардейского танкового корпуса (генерал-лейтенант танковых войск Гетман Андрей Лаврентьевич)[5].
- 28 января 1945 года здесь началось издание районной газеты[6].
- 1946 г. — Создан самодеятельный духовой оркестр районного Дома культуры.
- 1947—1951 гг. — М. Д. Микитей возглавляет комсомольско-молодёжную звено.
- 1948—1967 гг. — В городе построено 957 жилых домов.
- 1950 г. — М. Д. Микитей удостоена звания Героя социалистического труда.
- 1951 г. — Звеньевая Мария Манолиивна Кошмарик удостоена звания Героя социалистического труда.
- 1952 г. — Доярка Александра Петровна Зубик удостоена звания Героя социалистического труда.
- 1953 г. — Создан народный самодеятельный театр районного Дома культуры.
- 1954 г. — Открыта районная библиотека для детей.
- 1955 г. — Основана районная типография. М. Д. Микитей избран депутатом Верховного Совета УССР.
- 1958 г. — Построен маслозавод.
- 1960 г. — Открыта детская музыкальная школа.
- 1964 г. — Начала работать фабрика бытовых товаров.
- 1965 г. — Проведены раскопки в окрестностях города. Древние курганы датируются II тысячелетием до н. э.
- 1970 г. — Установлен памятник на братской могиле в городском парке.
- 1985 г. — Открыт Городской Дом природы.
- 1986 г. — Основан клуб «Золотой век».
- В январе 1989 года численность населения составляла 9438 человек[7], основой экономики города в это время являлись пищевая и лёгкая промышленность[8].
- В 1991 году на базе городской школы № 1 была открыта школа-гимназия, в 1992 году — основан межрегиональный фестиваль «Днестровские зори» Заставновского, Залищицкого и Городенковского района.
- В 1997 году находившееся в городе профессионально-техническое училище № 7 было закрыто и ликвидировано[9].
- В 2001 г. — на городской центральной площади установлен памятник Т. Г. Шевченко.
- В 2012 г. — установлен бюст-памятник художнику Николаю Ивановичу Ивасюку.
- 2020 г. — в ходе административно-территориальной реформы в Украине Заставновский район был упразднён, а город стал административным центром Заставновской городской общины Черновицкого района

## Транспорт
Заставну в северной части пересекает однопутная ветка Веренчанка-Окно Львовской железной дороги. Также через город проходят автодороги областного и районного значения.

## Дополнительно
В городе сохранился семейный дом художника Николая Ивасюка, а городскую художественную школу украшает мемориальная доска в его честь.
Особенных достопримечательностей в городе нет, однако стоит посетить местный краеведческий музей (ул. Независимости, 88), первый отдел которого рассказывает о природе района, а второй — об истории района с древнейших времен. Кроме того, в городе действует этнографический музей «Джерело» (ул. Гагарина, 5), созданный при гимназии № 1 и посвящённый этнографии и быту территории бывшего Заставновского района.

## Личности
В Заставне родились:
- Художник Николай Ивасюк (автор картин «Въезд Богдана Хмельницкого в Киев», «Богун под Берестечком» и др.).
- Писательница Ирина Вильде.
- Церковный и политический деятель Гакман Евгений. Село Васловивцы на Заставнивщине.

Действующий городской голова Ярослав Васильевич Цуркан родился 2 июня 1974 года в Заставне. Окончил электротехнический факультет Львовского университета. Долгое время жил и работал в Польше и Германии. На посту городского головы — 4 года.